# Союз африканского народа Зимбабве
 Союз африканского народа Зимбабве (англ.  Zimbabwe African People's Union , ZAPU) — политическая партия Южной Родезии и Республики Зимбабве, существовавшая с 17 декабря 1961 года по 22 декабря 1987 года. В 1964—1979 годах — вела вооруженную борьбу за создание государства Зимбабве. В 1980—1982 годах входила вместе с Африканским национальным союзом Зимбабве (ЗАНУ) в правящую коалицию. В 1987 году объединилась с ЗАНУ и прекратила своё существование.
8 ноября 2008 года было объявлено о её возрождении.

## История ЗАПУ
Союз африканского народа Зимбабве был основан Джошуа Нкомо 17 декабря 1961 года, через 10 дней после запрета властями Южной Родезии возглавлявшейся им Национально-демократической партии. Таким образом, ЗАПУ стал наследником НДП и объединил прежних сторонников Нкомо. В руководство Союза вошли многие известные деятели, выступавшие за права африканского большинства — Джеймс Чикерема, Ндабанинге Ситоле, Герберт Читепо, Роберт Мугабе, Джейсон Мойо, Джозеф Мсика и другие.
Основными требованиями ЗАПУ к властям были отмена конституции Южной Родезии 1961 года, введение всеобщего избирательного права, создание правительства африканского большинства, национализация крупных промышленных предприятий и перераспределение земель. 6 сентября 1962 года Союз был запрещен властями после того, как попытался организовать бойкот проходивших в Южной Родезии выборов. Однако, несмотря на запрет, он продолжил свою деятельность нелегально.
Между тем внутри руководства ЗАПУ возникли противоречия — многие руководители партии, принадлежавшие к народности шона, выступали за непримиримую политику в отношении властей и более радикальные формы борьбы. 8 августа 1963 года председатель ЗАПУ Нбаданинге Ситоле, Герберт Читепо и секретарь партии по пропаганде Роберт Мугабе вышли из Союза и организовали Африканский национальный союз Зимбабве, (ЗАНУ). ЗАПУ сохранила влияние среди народности ндебеле (составлявшей около 19 % населения страны), рабочих горнодобывающей промышленности, железнодорожного транспорта, профсоюзов и части африканской интеллигенции, но утратила влияние среди крестьянства — шона.
Кроме этнического и социального, раскол был ещё и идеологическим — Джошуа Нкомо занимал умеренные позиции и в конечном счете стал ориентироваться на Советский Союз, а руководители ЗАНУ больше симпатизировали идеям Мао Цзэдуна и пользовались поддержкой Китайской Народной Республики.
В 1964 году ЗАПУ-ПФ перешла к подготовке партизанской войны против режима Яна Смита в Южной Родезии. Военным крылом партии стала созданная в 1960 году Народно-революционная армия Зимбабве (ЗИПРА). При ЗАПУ действовали два советских военных советника, ему поставлялось советское оружие. Имелись лагеря по подготовке боевиков на территории Замбии, боевики организации так же проходили обучение в СССР в 165-м учебном центре по подготовке иностранных военнослужащих.
В августе 1967 года ЗАНУ-ПФ подписала декларацию о совместных действиях с Африканским Национальным Конгрессом Южной Африки, а в декабре 1976 года объединилась с ЗАНУ в Патриотический фронт.
На первых свободных выборах в феврале 1980 года ЗАПУ-ПФ проиграла ЗАНУ, получив всего 24,1 % голосов и 20 мест в первом парламенте независимой Республики Зимбабве. Она вошла в правящую коалицию и первое правительство страны во главе с Робертом Мугабе, но уже 17 февраля 1982 года была изгнана из него по обвинению в подготовке государственного переворота.
Процесс объединения вооруженных формирований ЗАНУ и ЗАПУ-ПФ в национальную армию с первых месяцев приводил к конфликтам и вооруженным столкновениям, которые переросли в межнациональный конфликт. В ответ на вооруженное сопротивление представителей народности ндебеле правительственная армия, состоявшая из шона, начала многолетнюю военную операцию «Гукурахунди», в ходе которой погибшие исчислялись сотнями тысяч.
Но, несмотря на то, что вооруженное противоборство продолжалось вплоть до 1988 года, ЗАПУ-ПФ не была устранена с политической арены. Она приняла участие в парламентских выборах 27 июня — 2 июля 1985 года и получила 19,3 % голосов и 15 мест в парламенте, уменьшив своё представительство на пять мандатов. В конечном счете лидер ЗАПУ-ПФ Джошуа Нкомо был вынужден поддержать введение в Зимбабве однопартийной системы и согласится на слияние своей партии с правящей ЗАНУ.

## Идеология партии
Программа ЗАПУ была опубликована в 1961 году, почти одновременно с её созданием. Целью партии провозглашалась борьба за создание в стране демократического правительства, а в области экономики ЗАПУ не отрицала как роли частного, так и государственного секторов.
В мае 1962 года на митинге в Гвело Нкомо уточнил основные цели своей партии — отмена конституции Южной Родезии 1961 года, введение всеобщего избирательного права, создание правительства африканского большинства, национализация крупных промышленных предприятий и перераспределение земель с фактической ликвидацией крупного землевладения.
Возникшая как реформистская партия, выступавшая в защиту прав африканского населения Южной Родезии и придерживавшаяся ненасильственных методов борьбы, ЗАПУ, столкнувшись с нежеланием белых правителей вести диалог с коренным населением, стала изменять и радикализировать свою идеологическую базу. К требованиям отмены расовой дискриминации и введения всеобщего избирательного права добавилось требование представление стране независимости под африканским названием Зимбабве. Идеи ненасильственного пути решения конфликта, которых Нкомо придерживался с самой юности, уступили место прямой вооруженной борьбе с властями. Основным внешним союзником ЗАПУ-ПФ стал СССР, что также повлияло на идеологию Союза.
С 1972 года ведущим в идеологии ЗАПУ стал тезис о том, что «только социализм может обеспечить ускоренное развитие экономики в интересах народа», а целью партии провозглашалось создание народно-демократического государства.
При объединении с ЗАНУ в 1987 году ЗАПУ-ПФ подтвердил приверженность марксизму-ленинизму.

## Структура партии
Высшим органом ЗАПУ-ПФ являлся Центральный комитет в составе 77 человек. Из его состава президент ЗАПУ формировал руководящий рабочий орган — Национальный исполком из 7 человек.
При создании партии в ней были предусмотрены посты президента (его сразу занял Джошуа Нкомо), вице-президента, председателя партии (этот пост первоначально занимал Ситоле) и трех секретарей по различным вопросам. Организационный принципом партии был провозглашен демократический централизм. Однако весь период существования ЗАПУ-ПФ вся власть в партии принадлежала исключительно президенту Джошуа Нкомо, который был последней инстанцией при назначениях на партийные должности и принятии окончательных решений.
В 1980 году ЗАПУ получил новое название — Патриотический фронт (Patriotic Front).
Печатными органами партии были журнал «Zimbabwe review» и газета «Zimbabwe People, s voice».

## Объединение с ЗАНУ
22 декабря 1987 года Джошуа Нкомо и Роберт Мугабе подписали Соглашение о единстве и согласии (Unity Accord Agreement). Оно предусматривало окончательное объединение ЗАНУ и Патриотического фронта в единую партию под названием Африканский национальный союз Зимбабве — Патриотический фронт (ЗАНУ-ПФ) и полное объединение их организационных структур. Посты первого секретаря и президента новой партии были закреплены за Робертом Мугабе. Он как первый секретарь партии и президент Зимбабве должен был назначить двух вторых секретарей партии, которые одновременно станут фактически вице-президентами республики. Новая партия будет в условиях однопартийной системы строить в Зимбабве социалистическое государство и руководствоваться принципами марксизма-ленинизма. Соглашение передавало всю полноту власти как в стране, так и в объединяющихся партиях в руки Роберта Мугабе.

## Возрождение ЗАПУ
8 ноября 2008 года в Булавайо бывшие деятели ЗАПУ-ПФ приняли решение о разрыве соглашения с ЗАНУ и возрождении бывшей партии Нкомо под названием Союз африканского народа Зимбабве (ЗАПУ) .